# Z 9053-9054 / Z 6001-6002
Les Z 9053-9054 / Z 6001-6002 sont deux automotrices électriques qui ont été utilisées par la SNCF entre 1951 et 1970. Elles sont issues d'une automotrice de la Deutsche Reichsbahn construite dans les années 1935.

## Historique

### de 1935 à 1948: en Allemagne

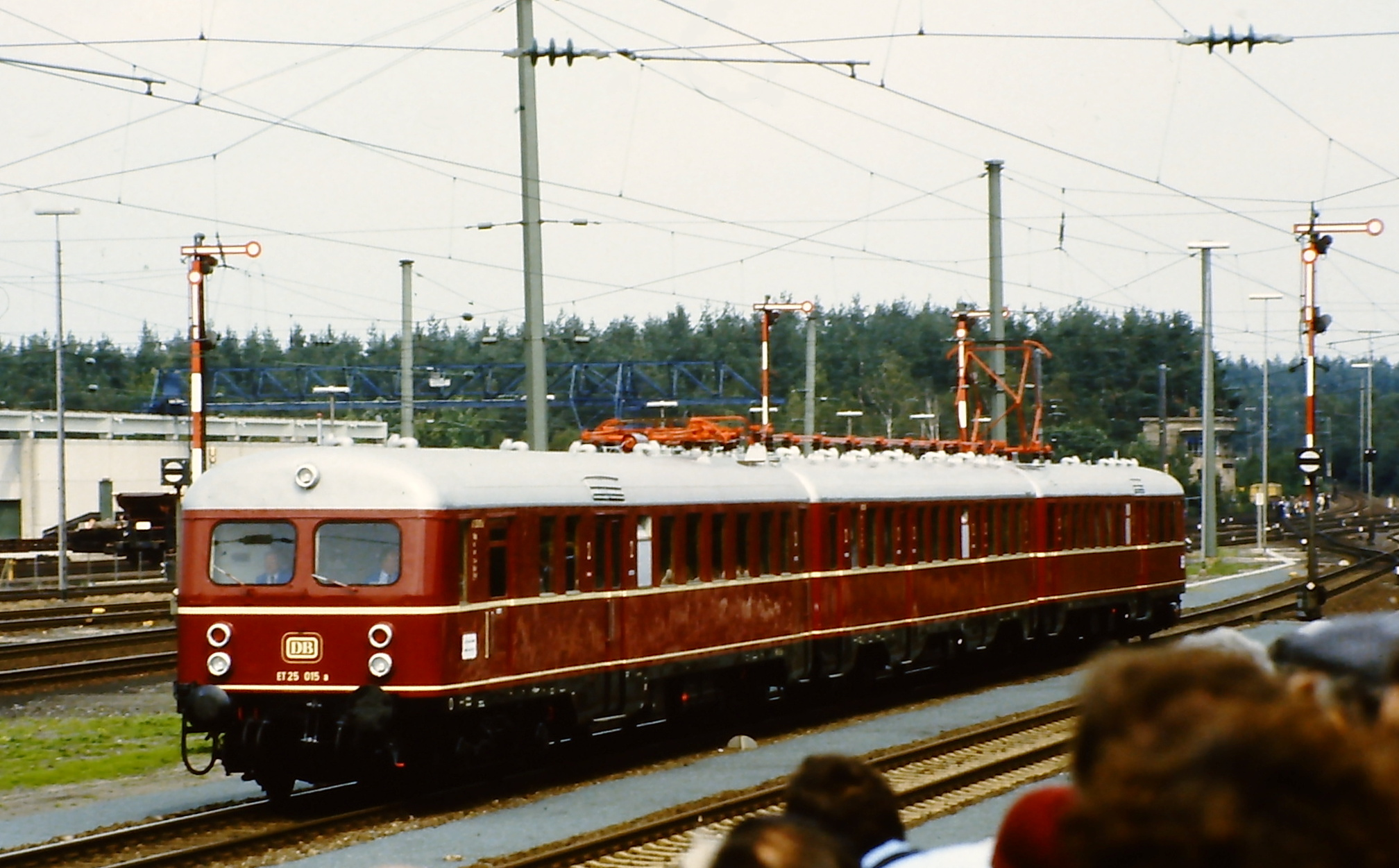
L'automotrice ET 25 015 lors de la parade du des chemins de fer en Allemagne, près de Nuremberg.

En 1935, la Deutsche Reichsbahn met en service les premières automotrices électriques de la série elT 18, comportant 39 exemplaires. Construites par Maschinenfabrik Esslingen, elles sont conçues pour une accélération de démarrage élevée, avec une vitesse maximale de 120 km/h, pour être utilisées dans les services de grande banlieue. Ils s'agissait d'automotrices composées de deux motrices couplées entre elles (de type M + M). Livrées de 1935 à 1937, elles sont numérotées de 1801 a/b à 1838 a/b ; les numéros éléments 1808 à 1814 ne comportaient que la 3e classe et destinées au réseau de banlieue de Munich. Le 39e exemplaire, numéroté 1849 a/b est une commande particulière pour la Wiesentalbahn.
Parallèlement, 48 voitures intermédiaires sont commandées entre 1938 et 1937 sous les numéros elS 2401 à elS 2448 pour former des rame de type M + R + M.
En 1940, les rames sont renumérotées dans les séries ET 25.0 (de 001 a/b à 028 a/b) et ET 25.1 pour les éléments ne comportant que la 3e classe (de 101 a/b à 111 a/b).
De très nombreux éléments furent détruits pendant la Seconde Guerre mondiale et, dans la zone occidentale, seules 30 voitures intermédiaires, 18 automotrices (parfois très endommagées) et 7 éléments isolés ont pu être récupérés. De nouveaux éléments ont été reconstitués à partir de ces rescapées et renumérotés en utilisant les places laissées vacantes par les automotrices disparues, constituant ainsi 22 automotrices fonctionnant sous courant de 15 kV 16 2/3 Hz.

### de 1948 à 1951: transformation et essais en Allemagne
En 1948, la France - occupant l'Allemagne - confisque l'élément ET 25 025 a/b et le fait transformer pour fonctionner sous 50 Hz. L'objectif est de poursuivre les études du développement du courant industriel en utilisant l'expertise des chemins de fer allemands. En effet, jusque là, la SNCF n'avait utilisé que du courant continu de 1 500 volts et souhaitait développer le courant monophasé de fréquence industrielle (50 Hz).
Jusqu'en 1950, l'automotrice est transformée pour le 20 kV 50 Hz par les ateliers de Rastatt : les deux motrices deviennent deux automotrices isolées et sont numérotées Z 9053 et Z 9054. À partir du 1er juillet 1950, l'une des automotrices effectue des essais sur la ligne du Höllental (entre Fribourg en Brisgau et Titisee) dont elle gravit la rampe de 55 ‰ à 65 km/h.

### de 1951 à 1970: en France
Les deux automotrices sont affectées à Chambéry le 11 juillet 1951. Il est fréquent que les deux automotrices circulent ensemble, encadrant alors la remorque ZR 29 053 (à 2 essieux) spécialement construite pour elles et disposant d'une salle réservée au personnel chargé de la mise au point de l'électrification.
Mais les moteurs de ces automotrices ont des pannes de refroidissement et les deux automotrices sont transférées pour réparation aux Ateliers de constructions électriques de Charleroi en Belgique. La Z 9053 revient en France en 1954 et la Z 9054 en 1955. La Z 9053 est modifiée avec un nouvel équipement électrique développé par l'institut Battelle de Genève. Elles poursuivront leurs essais jusqu'en 1960. 
Les deux automotrices sont alors mutées à Annemasse et renumérotées Z 6001 et Z 6002 en 1965. La Z 6001 est peu utilisée et sera radiée le 18 avril 1967. La Z 6002 sera utilisée sur les lignes de Savoie électrifiées en courant monophasé jusqu'au 1er juin 1970. Les deux automotrices sont par la suite mises à la ferraille. 

## Dépôt titulaire
| Z d'origine    | Date de mise en service | Date de radiation | Livrée | Dépôt     | Devenue Z 600X        |
| -------------- | ----------------------- | ----------------- | ------ | --------- | --------------------- |
| ET 25 025 (DB) | 1er juillet 1950        | 18 avril 1967     | Verte  | Annemasse | Z 9053 devenue Z 6001 |
| ET 25 025 (DB) | juillet 1951            | 1er juin 1970     | Verte  | Annemasse | Z 9054 devenue Z 6002 |

## Modélisme
La Z 6002 a été reproduite à l'échelle HO par l'artisan ApocopA sous forme de transkit (caisse en résine à monter sur un châssis de son choix).